# Зеленокрил певец
Зеленокрил певец (Phylloscopus umbrovirens) е вид птица от семейство Phylloscopidae.

## Разпространение
Видът е разпространен в Бурунди, Джибути, Еритрея, Етиопия, Йемен, Демократична република Конго, Кения, Руанда, Саудитска Арабия, Сомалия, Судан, Танзания, Уганда и Южен Судан.